# António Patrício da Terra Pinheiro

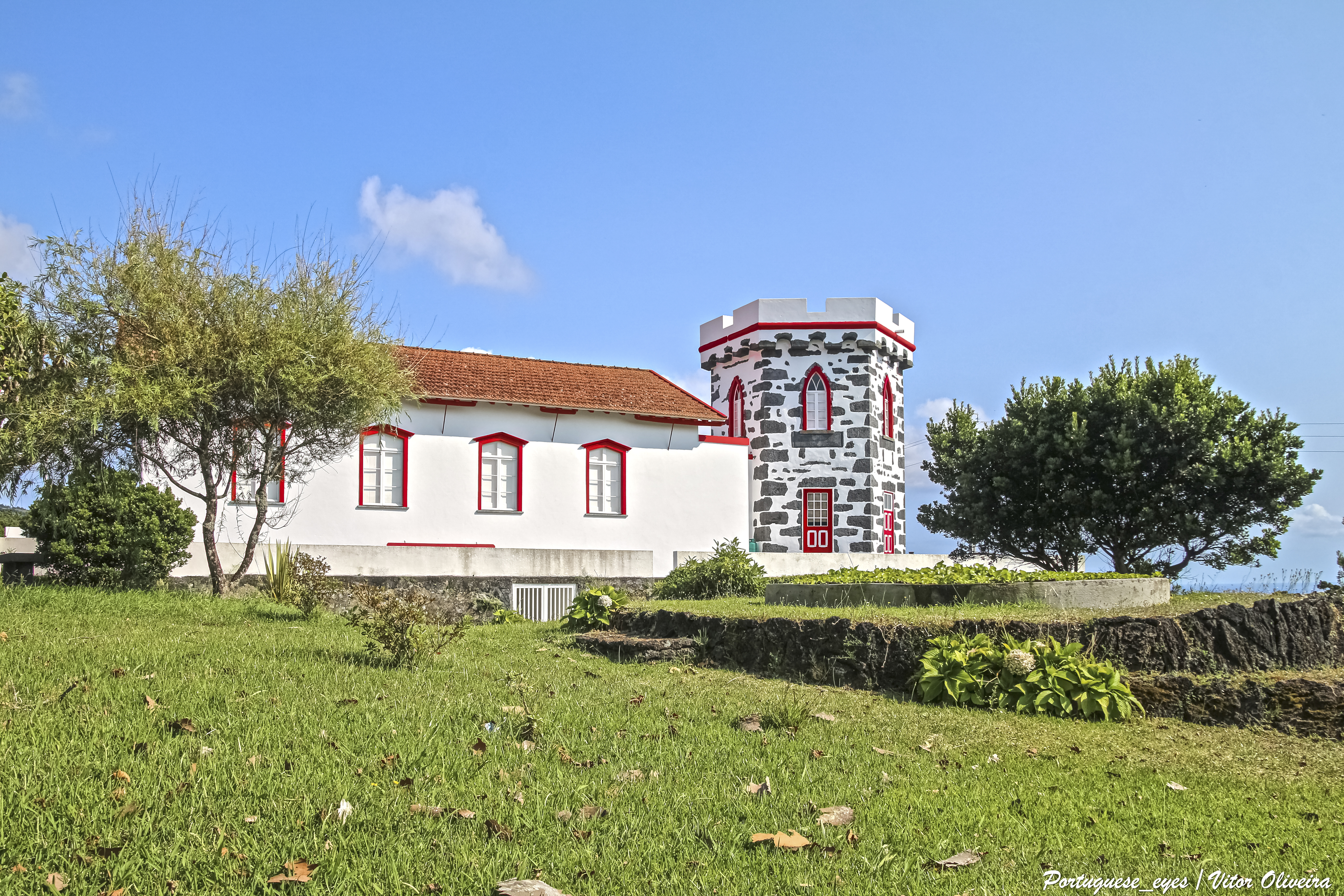
Chalet do Conselheiro Terra Pinheiro, na freguesia do Capelo (Horta), deixado como herança à respetiva junta para nele funcionar a escola primária local.

António Patrício da Terra Pinheiro (Horta, 1837 — Horta, 3 de junho de 1912), mais conhecido por Conselheiro Terra Pinheiro, foi um rico proprietário, político e benemérito que durante algumas décadas dominou a vida política nas ilhas do Faial e do Pico. Entre outras funções de relevo, foi presidente da Câmara Municipal da Horta e governador civil do Distrito da Horta.

## Biografia
Era filho legitimado do Dr. António da Terra Pinheiro e de Ana Isabel de Sousa. Iniciou estudos no Liceu da Horta em 1853, mas foi educado na Bélgica, onde terá estudado. Tendo viajado extensamente pela Europa, possuía singular ilustração e dotes de espírito que aumentou com longas viagens pelos países europeus. Casou em 12 de janeiro de 1867 com Maria Josefina Correia da Terra Pinheiro, viúva de Francisco Carvalho de Medeiros, possuidora de grande fortuna.
Militante destacado do Partido Regenerador, foi vereador e depois presidente da Câmara Municipal da Horta, cargo que exerceu de 14 de janeiro de 1874 a 28 de dezembro de 1877. Como presidente da Câmara, teve de enfrentar tempos difíceis, especialmente devido às constantes crises frumentárias que obrigavam a complexas medidas de controlo dos preços do milho, muitas vezes recorrendo à importação dos Estados Unidos.
Com os regeneradores no poder, foi governador civil da Horta de 13 de abril de 1881 (embora o diploma de nomeação esteja 18 de julho daquele ano) a 25 de fevereiro de 1886. Sucedeu no cargo a Manuel Francisco de Medeiros, quando António Rodrigues Sampaio, do Partido Regenerador, formou governo e foi sucedido novamente por Manuel Francisco de Medeiros quando, nos começos de 1886, os progressistas de José Luciano de Castro substituíram os regeneradores na liderança do Governo em Lisboa. Foi agraciado, em 7 de junho de 1883, com carta de conselheiro, passando a ser geralmente referido por «Conselheiro Terra Pinheiro». Simultaneamente, neste período liderou os regeneradores do Distrito da Horta, sucedendo na liderança ao Dr. António Maria de Oliveira. Senhor de grande poder político e extremamente rico, o conselheiro era «um dos cavalheiros mais proeminentes do distrito da Horta», cidade onde nascera e desempenhara «com a supremacia do seu talento e da sua imaculada probidade elevados cargos administrativos e eletivos do distrito». Durante a sua liderança, a Câmara Municipal da Horta esteve, a partir de 1882, completamente dominada pelos regeneradores que, invariavelmente, elegeram para a presidência o conhecido João José da Graça, jornalista, professor do liceu e advogado de provisão.
Nas palavras do jornalista e polemista António Baptista, o conselheiro Terra Pinheiro revelou-se um grande político, «no tempo em que só eram políticos os homens de valor. Exerceu com extrema hombridade e rara dedicação os cargos de governador civil e presidente da Câmara. Em ambos prestou relevantes serviços à terra, principalmente no de presidente da Câmara em que, com pouco, fez muito, e em que a sua generosidade, não apregoada mas latente, se manifestou numa das maiores crises alimentícias que aí se deram», sendo que «exerceu com extrema hombridade e rara dedicação os cargos de governador civil e de presidente da Câmara».
A partir de 1889, o conselheiro Terra Pinheiro retirou-se da vida política, «recusando aceitar qualquer cargo, quer electivo quer do governo, sem contudo deixar de interessar-se por tudo quanto respeita aos interesses morais ou materiais ou por tudo quanto representa progresso e prosperidade nacional». Faleceu a 3 de junho de 1912 na sua casa na Rua de Santo Inácio. Deixou testamento beneficiando parentes, empregados, serventes e instituições, entre elas o Hospital-Asilo de Santa Maria Madalena, instituído por sua mulher, já falecida, e a freguesia do Capelo, destinando as suas casas naquela freguesia para servirem de escolas dos dois sexos.
Em sessão ordinária de 29 de outubro de 1896, a Câmara Municipal da Horta, por proposta do vereador Padre Ávila deliberou que a rua que vai desde a «Rua do Cônsul Dabney» até à ermida de Santa Bárbara se denominasse «Rua do Conselheiro Terra Pinheiro». Também na vila da Madalena, a antiga «rua da Calheta» tem o seu nome desde janeiro de 1905.